# カタリナ・ヘッカー (柔道)
カタリナ・ヘッカー（Katharina Haecker 1992年7月31日- ）はオーストラリアの柔道選手。ドイツのハンブルク出身。階級は63kg級。身長172cm。

## 経歴
それまでドイツの選手だったが、2014年にオーストラリアに国籍を変更した。そのため普段はドイツで練習に取り組んでいる。2014年からオセアニア選手権を5連覇した。2016年のリオデジャネイロオリンピックでは3回戦で田代未来に小外刈で敗れた。2018年の世界選手権では7位だった。2020年のグランプリ・テルアビブでIJFワールド柔道ツアー初優勝を飾った。東京オリンピックでは2回戦でオランダのユール・フランセンに合技で敗れた。2022年にはパンアメリカン・オセアニア選手権で優勝すると、英連邦競技大会では3位だった。2024年のパンアメリカン・オセアニア選手権では優勝した。
IJF世界ランキングは4289ポイント獲得で5位(24/4/22現在)。

## 主な戦績
- 2014年 - オセアニア選手権　優勝
- 2014年 - 英連邦競技大会　5位
- 2014年 - オセアニアオープン・ウロンゴン　優勝
- 2015年 - オセアニア選手権　優勝
- 2015年 - グランドスラム・東京　7位
- 2016年 - オセアニア選手権　優勝
- 2016年 - グランプリ・ブダペスト　3位
- 2016年 - グランドスラム・東京　7位
- 2017年 - グランプリ・アンタルヤ　3位
- 2017年 - オセアニア選手権　優勝
- 2018年 - グランプリ・チュニス　3位
- 2018年 - グランプリ・アガディール　3位
- 2018年 - オセアニア選手権　優勝
- 2018年 - 世界選手権　7位
- 2018年 - グランドスラム・アブダビ　3位
- 2019年 - グランプリ・マラケシュ　2位
- 2019年 - アジアパシフィック選手権　3位
- 2020年 - グランプリ・テルアビブ　優勝
- 2021年 - アジア・オセアニア選手権　2位
- 2022年 - ヨーロッパオープン・プラハ　優勝
- 2022年 - パンアメリカン・オセアニア選手権　優勝
- 2022年 - 英連邦競技大会　3位
- 2022年 - オセアニアオープン・パース　優勝
- 2022年 - グランドスラム・東京　5位
- 2022年 - ワールドマスターズ　5位
- 2023年 - グランドスラム・トビリシ　3位
- 2023年 - グランドスラム・アンタルヤ　3位
- 2023年 -　グランドスラム・アスタナ 2位
- 2023年 - パンアメリカン・オセアニア選手権　優勝
- 2023年 -　グランドスラム・バクー　3位
- 2023年 - オセアニアオープン・パース　2位
- 2024年 -　グランプリ・オディベーラス　2位
- 2024年 -　グランプリ・リンツ　3位
- 2024年 -　パンアメリカン・オセアニア選手権 優勝

(出典、)